# Ed Schröder
Ed Schröder (* 1950 in Den Haag) ist ein niederländischer Softwareentwickler, Informatiker und Unternehmer. Er ist der Programmierer einer Reihe von Schachprogrammen, wie beispielsweise von Gideon, das bei der 11. Mikrocomputer-Schachweltmeisterschaft (Mikro-WM) 1991 den WM-Titel erringen konnte, sowie von Rebel, dem Sieger der 7. Computerschachweltmeisterschaft 1992.

## Leben

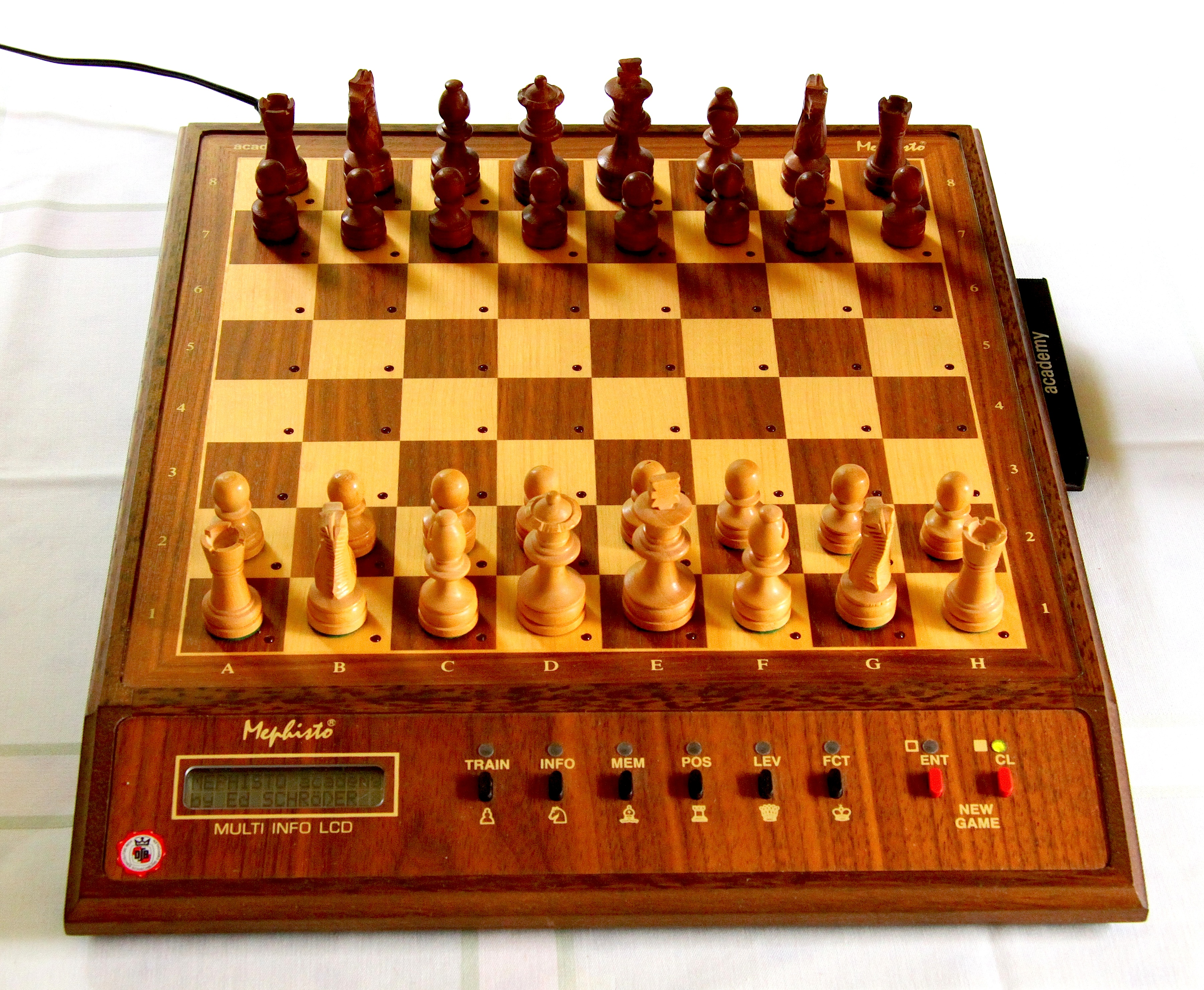
Der Mephisto Academy enthält die Software von Ed Schröder

Ed Schröder ist ausgebildeter Informatiker und Programmierer und arbeitete viele Jahre in Rechenzentren und bei Unternehmen an der Erstellung professioneller kaufmännischer Software. Ab 1979 begann er zunächst als Hobby damit, ein Schachprogramm zu entwickeln. Dazu nutzte er einen der weltweit ersten PCs, den TRS-80 der amerikanischen Tandy Corporation, sowie die Programmiersprache BASIC. Zwei Jahre später war seine erste Programmversion fertig. Sie benötigte zehn Minuten Rechenzeit, um aus der Grundstellung heraus einen Halbzug tief zu rechnen und als Ergebnis „E2-E4“ auszugeben.
Nun galt es, das Programm zu beschleunigen. Ed Schröder portierte seine Algorithmen von BASIC in die Assembler-Sprache des TRS-80 und wurde mit dem Faktor Hundert an Beschleunigung belohnt. Es konnte jetzt sechs Halbzüge tief rechnen. Ed Schröder taufte sein Programm „Rebel“, nahm 1982 damit an der zweiten Holländischen Meisterschaft teil und errang den dritten Platz.
Im Jahr 1985 beschloss er, seine bisherige berufliche Tätigkeit aufzugeben, kündigte seine Stelle und wechselte zum Münchner Schachcomputer-Hersteller Hegener + Glaser (H+G). Dort schrieb er 1986 sein Programm für den im Apple-PC damals genutzten 6502-Prozessor um und nahm im selben Jahr an der 5. Computerschachweltmeisterschaft in Köln teil. Ihm gelang beinahe, den Titel zu gewinnen. In der letzten Runde, in Führung liegend und in gewonnener Stellung, unterlief seinem Programm jedoch ein schlechter Zug. Dadurch verlor es die Partie und verpasste den Titel.
In den folgenden Jahren entwickelte er viele weitere Programme, die von H+G unter dem Markennamen „Mephisto“ verkauft wurden (siehe auch Mephisto-Schachcomputer). Dazu gehörten MM IV, MM V, Mephisto Academy (Bild), Mephisto Milano, Mephisto Mobil etc. Im Jahr 1989 begann er damit, sein Programm erneut auf eine modernere und schnellere Hardware zu portieren, und zwar auf den Archimedes mit RISC-Prozessor von ARM. Dies benötigte etwa ein Jahr. Gekrönt wurde seine Arbeit dann 1991 durch den Gewinn des WM-Titels bei der 11. Mikro-WM in Vancouver, womit er den bisherigen Seriensieger Mephisto vom Thron stoßen konnte. Ossi Weiner von H+G vermarktete Ed Schröders Programm als Mephisto Gideon.
Im darauffolgenden Jahr 1992 übertrumpfte Ed Schröder seinen Vorjahreserfolg noch durch den Titelgewinn bei den „Großen“. Sein Programm wurde Weltmeister bei der World Computer Chess Championship (WCCC) in Madrid.

## Veröffentlichungen (Auswahl)
- The myth Rajlich copied Fruit (2015) PDF; 840 kB (englisch) abgerufen am 16. November 2017
- Rybka Reloaded (2012) PDF; 700 kB (englisch) abgerufen am 16. November 2017
- How REBEL Plays Chess (2004) PDF; 270 kB (englisch) abgerufen am 16. November 2017